# Майкл Венден
Майкл Венден (англ. Michael Wenden, 17 листопада 1949) — австралійський плавець.
Олімпійський чемпіон 1968 року, учасник 1972 року.
Призер Чемпіонату світу з водних видів спорту 1973 року.
Переможець Ігор Співдружності 1966, 1970, 1974 років.